# Andreas Zurbriggen
Andreas Zurbriggen (* 24. Juni 1986 in Saas-Fee) ist ein Schweizer Komponist, Musikpublizist und Journalist.

## Biographie
Andreas Zurbriggen studierte Komposition an der Hochschule der Künste Bern bei Daniel Glaus sowie Musikwissenschaft, Geschichte, Mediävistik und Kunstgeschichte an der Universität Bern und der Universität Zürich.
Zurbriggen war young composer am 24. Davos Festival, eingeladener Komponist an der Shanghai New Music Week und war 2019 Composer in Residence am Festival Musikdorf Ernen. 2019 erhielt er den Kulturförderpreis vom Kanton Wallis und war zudem Atelierstipendiat in Berlin. Seine Komposition north of alexandria ist Teil der Filmmusik des südkoreanischen Films Bul Ga Sa Ri. Seine Werke wurden von diversen Formationen interpretiert wie dem Ensemble Phoenix Basel, dem Voice-Recorder Duo UMS ’n JIP, dem Ensemble Laboratorium, dem Ensemble Tétraflûtes, dem Oberwalliser Vokalensemble, dem Mondrian Ensemble Basel und der Russischen Kammerphilharmonie St. Petersburg.
Neben seiner Tätigkeit als Komponist arbeitet er als Journalist für verschiedene Zeitungen und Zeitschriften. Seine Artikel erscheinen u. a. in der Neuen Zürcher Zeitung, in verschiedenen Tamedia-Zeitungen, der Neuen Zeitschrift für Musik, der Schweizer Musikzeitung sowie dem Walliser Boten.
Er lebt als freischaffender Komponist und Journalist im Kanton Wallis.

## Kompositionsstil
Zurbriggens Musik ist gekennzeichnet durch ein erneutes Hineinhorchen in traditionelle musikalische Materialien, die in einen modernen Kontext gestellt werden.

## Werke (Auswahl)

### Orchesterwerke
- Das Sternbild versingt (2006) Phantasie für Orchester und Klavier
- The Lake Isle of Innisfree (2008) für Violoncello und Orchester
- Estrella distante (2010) viersätziges Werk für Streichorchester
- Risse in gefrorener Zeit (2011) für Streichorchester
- Song without words (2011) für Streichorchester
- Suite Valaisanne (2017) viersätzige Suite für Orchester
- Les Épaves (2018) viersätziges Werk für Streichorchester
- Asperö (2022) für Streichorchester

### Kammermusik
- A Far Rockaway of the Heart (2007) für Horn, Violoncello und Klavier
- surrounded islands (2008) für Streichtrio
- Post Scriptum (2009) Sextett für Flöte, Englischhorn, Altsaxophon, Posaune, Vibraphon und Perkussion
- Hiroshima ist auch ein Schnee (2012) für Klavier, Querflöte und Perkussion
- Niemandsrose (2014) für Flöte, Violine, Violoncello und Harfe
- Rue de la Lune und Transitorische Coda (2014) zwei Stücke für Bassposaune und Klavier
- Gletscher-Requiem (2016) für Flötenquartett, mit einer Tonspur von Kilian Spinnler
- Songs of Innocence (2018) für verschiedene Besetzungen
- Pictures of the Gone World (2018) dreisätziges Werk für Perkussionstrio
- Zweisamkeiten (2019) für Klavier vierhändig

### Gedicht-Vertonungen
- mondrose rosenmond (2007) nach dem Poem WIDERPART oder Fuga mit Orgelpunkt vom Schnee von Pierre Imhasly für Tenorblockflöte und Countertenor
- Paraíso Sí (2008) nach Texten von Pierre Imhasly und Ingeborg Bachmann für Chor a cappella
- ...Mond Traum, ich hör' Sand und Steine weinen... (2009) nach dem Gedicht Papiertempel von Rose Ausländer für Sopran, Violoncello und Perkussion
- north of alexandria (2010) nach einem Gedicht von Rolf Hermann für Chor a cappella
- Lieder nach Pierre Imhasly (2015) Klavierliederzyklus nach Texten aus dem Poem Paraíso Sí von Pierre Imhasly
- Zwei Rimbaud-Vertonungen – Le grand ciel est ouvert et Ophélie (2017), zwei Vertonungen nach Arthur Rimbaud für Streichorchester, Chor und Gesangssolisten
- Rossignol de mon triste été und La haute rose (2018) Nach Gedichten von Anne Perrier für Chor a cappella
- Je voudrais que les baisers (2019) nach einem Gedicht von Maurice Chappaz für Chor a cappella
- Stabat Mater (2020) für Chor a cappella
- Romanze (2020) nach einem Gedicht von Christian zu Stolberg-Stolberg für Gesang und Violoncello
- Gerade war da noch (2021) nach einem Gedicht von Jolanda Brigger-Ruppen für Chor a cappella
- Simple songs (2022), drei Vertonungen für Chor a cappella und Perkussionsapparat nach Gedichten von Dylan Thomas, Dante Gabriel Rossetti und Henry Vaughan
- Remembrance (2022), Klavierlied nach einem Gedicht von Emily Brontë
- Lied vom Kristall (2024), Vertonung für Gesang und Tonspur nach einem Gedicht von Hubert Theler

### Solowerke
- sonance (2008) für Klavier
- La Neige noire (2011) für Panflöte
- Mario hebt ab (2017) für Klavier

## Publikationen
- ‹Du innig Roth›. Wolfgang Rihm und die Klavierliedtradition. In: Dialoge und Resonanzen. Musikgeschichte zwischen den Kulturen, Theo Hirsbrunner zum 80. Geburtstag, edition text + kritik, München 2011
- Eduard Brinckmeier als Übersetzer des ‹Gesang aus Fingal›. Eine Richtigstellung. In: Brahms-Studien Band 17, Tutzing 2014.
- Minimal Music aus Heimatklängen. Der litauische musikalische Minimalismus hat seine Wurzeln nicht nur in New York. In: Neue Zeitschrift für Musik 06/2017, Seite 30–31
- Monochrome Klanglandschaften. Justė Janulytė und der grosse Reiz der Einfarbigkeit. In: Dissonanz, Nr. 142 06/2018, Seite 21–28
- Progressive Traditionalisten. Wie zwei umtriebige Walliser die Schweizer Volksmusikszene auf den Kopf stellten. In: Musicking Collective. Codierungen kollektiver Identität in der zeitgenössischen Musikpraxis der Schweiz und ihrer Nachbarländer, hrsg. von Leo Dick u. a., Bern 2024, Seite 66–85